# George Hurrell
George Edward Hurrell (* 1. Juni 1904 in Covington, Kentucky; † 17. Mai 1992 in Los Angeles) war ein US-amerikanischer Porträt- und Modefotograf, der mit seinen Schwarzweißfotografien zahlreicher Hollywood-Stars die „Glamour-Fotografie“ hervorbrachte.

## Leben
Hurrell kam 1904 in Covington nahe Cincinnati zur Welt. Sein Vater Edward Eugene Hurrell war irisch-englischer Abstammung und arbeitete als Schuhmacher. Die Mutter Anna Mary Eble, eine gebürtige Deutsche aus Baden-Baden, war als Kind mit ihrer Familie nach Cincinnati gezogen. George Hurrell wuchs in einer großen katholischen Familie mit vier Brüdern und einer Schwester auf. In jungen Jahren begann er, sich für Kunst zu interessieren, und kam so frühzeitig auch mit der Fotografie in Kontakt. Er absolvierte ein Kunststudium am Art Institute of Chicago und nahm Abendkurse an der Chicago Academy of Fine Arts. Auf die Einladung des Landschaftsmalers Edgar Alwyn Payne hin, der an Hurrells experimentalem Malstil Gefallen gefunden hatte, reiste Hurrell 1925 nach Laguna Beach, Kalifornien. Dort verdiente er fortan sein Geld damit, Gemälde und Maler der örtlichen Künstlerkolonie fotografisch festzuhalten. Hurrell, der eigentlich selbst Maler werden wollte, nahm daraufhin zunehmend Arbeit als Fotograf an.
Über die Stuntpilotin Pancho Barnes, mit der er inzwischen gut befreundet war, lernte Hurrell 1929 den Stummfilmstar Ramón Novarro kennen, der sich Hurrell für eine Fotostrecke zur Verfügung stellte und anschließend die entstandenen Porträts Mitarbeitern von MGM zeigte. So wurde schließlich auch die Schauspielerin Norma Shearer auf die Fotos aufmerksam. Shearer ließ sich daraufhin von Hurrell in lasziven Posen fotografieren, um mit den Fotos ihren Mann, MGMs Produktionschef Irving Thalberg, zu überzeugen, genug Sex-Appeal für die weibliche Hauptrolle in The Divorcee (1930) zu haben. Sowohl Shearer, die für diese Rolle später den Oscar erhielt, als auch Thalberg waren von Hurrells Talent derart beeindruckt, dass dieser 1930 als leitender Porträtfotograf bei MGM fest angestellt wurde. In den Folgejahren fertigte Hurrell zahlreiche Porträts der MGM-Stars an, darunter Greta Garbo, Joan Crawford, Clark Gable, Jean Harlow oder auch Marie Dressler.
Nach einem Zerwürfnis mit Howard Strickling, dem Chef von MGMs Publicity-Abteilung, verließ Hurrell 1932 MGM und eröffnete am Sunset Boulevard sein eigenes Fotostudio. Später war er bei Warner Bros. beschäftigt, wo er unter anderem Bette Davis, Humphrey Bogart, Errol Flynn und James Cagney fotografierte. Bei Columbia Pictures half er anschließend, Rita Hayworth als Glamour-Star aufzubauen. Er porträtierte auch Stars von Paramount Pictures wie Marlene Dietrich und Veronica Lake.
Während des Zweiten Weltkriegs war er für die Filmabteilung der United States Army Air Forces tätig. Anschließend kehrte er nach Hollywood zurück. Da jedoch die Glamour-Fotografie in der Zwischenzeit aus der Mode geraten war, ging er nach New York, wo er sich Anfang der 1950er Jahre der Werbe- und Modefotografie widmete. 1952 kehrte er erneut nach Hollywood zurück, wo er mit seiner Frau Phyllis eine Fernsehproduktionsfirma gründete. 1956 ließ er sich im Süden Kaliforniens nieder. In den 1960er Jahren fotografierte er junge Stars wie Liza Minnelli, Paul Newman und Robert Redford. 1976 veröffentlichte er den Fotoband The Hurrell Style. Auch Sharon Stone, Brooke Shields und John Travolta wurden von ihm porträtiert. Mit dem Produzenten J. Grier Clarke und dem Regisseur Carl Colby arbeitete er zuletzt an der Filmdokumentation Legends in Light: The Photography of George Hurrell, der ersten großen Retrospektive seines Werks. Er starb 1992 an Krebs, drei Jahre bevor die Dokumentation veröffentlicht wurde.

## Stil
„Das wesentliche Element meines Stils war es, mit Schatten das Gesicht zu formen, anstatt es mit Licht zu überfluten“, beschrieb Hurrell sein Erfolgsrezept. Mit Licht und Schatten betonte er vor allem die Wangenknochen und Kieferpartien seiner Modelle. Was Beleuchtung und Weichzeichner betraf, entwickelte er eigene Techniken. Zudem galt er als Meister der Retusche. Darüber hinaus weisen besonders seine Schwarzweißfotografien eine malerische Bildkomposition auf.

## Rezeption
Das Männermagazin Esquire schrieb 1936, dass sich Hurrells Porträts zu „gewöhnlichen Aufnahmen“ verhalten, „wie ein Rolls-Royce zu Rollschuhen“. 1965 wurden seine Fotos in New Yorks Museum of Modern Art erstmals ausgestellt. Es folgten zahlreiche weltweite Ausstellungen. Lange Zeit waren Hurrells Fotos jedoch mehr für ihre berühmten Motive bekannt als für das Können des Fotografen. Der Filmhistoriker John Kobal begann in den 1970er Jahren, Hurrells Fotos zu sammeln, zu restaurieren und zu katalogisieren. Hurrells Fotos sind inzwischen tausende Dollars wert. Bereits 1981 wurde eines seiner Porträts von Ramón Novarro bei Christie’s für 9.000 Dollar versteigert. Bis zu diesem Zeitpunkt war noch kein Foto dieser Art für eine solche Summe verkauft worden. Ebendieses Foto befindet sich inzwischen im Metropolitan Museum of Art. Hurrell wird nunmehr zu den größten US-amerikanischen Porträtfotografen gezählt.
Unter dem Ausstellungstitel Hollywood Icons – Fotografien aus der John Kobal Foundation. Greta Garbo, Humphrey Bogart, Alfred Hitchcock & Co. wurden im Jahr 2019 Porträts von Hurrell in der Ludwig Galerie Schloss Oberhausen gezeigt.